# Sablia sicula
Sablia sicula là một loài bướm đêm trong họ Noctuidae.